# Экман, Нильс
Нильс Экман (швед. Nils Ekman; 11 марта 1976, Стокгольм, Швеция) — шведский хоккеист, левый нападающий.
На драфте НХЛ 1994 года был выбран в 5 раунде под общим 107 номером командой «Калгари Флэймз». 20 ноября 1999 года обменян в «Тампу Бэй Лайтнинг». 30 июня 2001 года обменян в «Нью-Йорк Рейнджерс». 12 августа 2003 года обменян в «Сан-Хосе Шаркс». 20 июля 2006 года обменян в «Питтсбург Пингвинз». В сезоне 2007/2008 играл в подмосковном «Химике», с 2008 года до 2010 года — выступал за «СКА». Последний свой сезон игровой карьеры провёл в клубе «Юргорден», за которую он выступал дважды.